# Quindanning
Quindanning is een plaats in West-Australië, deel uitmakend van de regio's Wheatbelt en Peel.

## Geschiedenis
Ten tijde van de Europese kolonisatie leefden de Wiilman Nyungah in de streek.
Vanaf de jaren 1830 werd de streek door de landbouw ingepalmd. In 1872 werd een brug over de rivier de Williams gebouwd nabij de in 1835 door Alfred Hillman ontdekte 'Quindanning Pool'. In 1900 werd er een herberg gebouwd. Op 15 juli 1901 werd er een schooltje geopend. Op 4 oktober 1907 werd het dorp Quindanning officieel gesticht. Het werd vernoemd naar de waterpoel. De naam is Aborigines van oorsprong. Volgens sommige bronnen is de betekenis niet bekend, volgens andere bronnen zou Quindanning iets betekenen als "gelukkige tijden" omdat 'quinda' "gelukkig" zou betekenen.
In 1925 werd het 'Quindanning Hotel' naast de herberg gebouwd. In 1930 werd een gemeenschapszaal, overgebracht vanuit Hake nabij Dwellingup, in Quindanning recht getrokken. Het gebouw diende soms ook als winkel. In 1954 werd een nieuwe gemeenschapszaal, de 'Quindanning Community Hall', gebouwd. Het schooltje werd in 1952 in een nieuw gebouw ondergebracht. Op 23 december 1960 werd het schooltje echter definitief gesloten.

## Beschrijving eeuw
Quindanning maakt deel uit van de lokale bestuursgebieden (LGA) Shire of Boddington en Shire of Williams. Het heeft een gemeenschapszaal.
In 2021 telde Quindanning 43 inwoners, tegenover 163 in 2006.

## Toerisme
Sinds 1979 worden de Quindanning Races terug jaarlijks georganiseerd. Ze werden voor het eerst in 1919 gehouden.
De toeristische autoroute de Williams Heritage Trail eindigt aan het hotel in Quindanning.

## Transport
Quindanning ligt aan de rand van de Darling Range, langs de rivier de Williams, 158 kilometer ten zuidzuidoosten van de West-Australische hoofdstad Perth, 24 kilometer ten oostnoordoosten van Williams en 34 kilometer ten zuiden van Boddington, de hoofdplaatsen van de lokale bestuursgebieden waarvan Quindanning deel uitmaakt.